# 스트리트 킹
《스트리트 킹》(영어: Street Kings)은 2008년 공개된 미국의 액션 스릴러 영화이다. 키아누 리브스, 포리스트 휘터커, 휴 로리, 크리스 에번스, 코먼, 게임 등이 출연하였다.
2008년 후편으로 내용상 연관성은 거의 없는 레이 리오타 주연 비디오 영화 《스트리트 킹 2》(en:Street Kings 2: Motor City)가 나왔다.

## 줄거리
톰 러들로는 첩보 활동을 하는 로스앤젤레스 경찰국 범죄 특수 부대 형사로, 아내가 죽은 후 술에 의지하며 살고 있다. 한국계 범죄 조직으로부터 십대 여성 둘을 구출한 톰은 직후 경찰 내부 부패 증거를 모으던 다른 형사를 살해했다는 누명을 쓴다.

## 출연
- 키아누 리브스 - 톰 러들로 형사 역
- 포리스트 휘터커 - 잭 원더 경감 역
- 휴 로리 - 제임스 비그스 경감, 내사과 소속 역
- 크리스 에번스 - 폴 "디스코" 디스컨트 형사 역
- 세드릭 디 엔터테이너 - 윈스턴 "스크리블" 역
- 코먼 - 가짜 코츠 역
- 게임 - "그릴" 역
- 제이 모어 - 마이크 클레이디 경사 역
- 테리 크루스 - 테런스 워싱턴 형사 역
- 나오미 해리스 - 린다 워싱턴 역
- 마르타 이가레다 - 그레이스 가르시아 역
- 존 코빗 - 단테이 더밀 형사 역
- 아마우리 놀라스코 - 코즈모 샌토스 형사 역
- 클리프턴 파월 - 그린 경사 역
- 케네스 최 - 두목 김 역
- 클리 샤히드 슬론 - 프리먼트 역
- 대릴 게이츠 - 게이츠 치안총감 역
- 노엘 구글리에미 - 퀵스 역
- 앤절라 선 - 줄리 후카시마 역
- 마이클 몽크스 - 병리학자 역
- 월터 웡 - 폭력배 김 역